# Stensjön (Bäckebo socken, Småland)
Stensjön är en sjö i Nybro kommun i Småland och ingår i Alsteråns huvudavrinningsområde. Sjön är 7 meter djup, har en yta på 0,395 kvadratkilometer och befinner sig 74 meter över havet. Stensjön ligger i Alsteråns vattensystem Natura 2000-område.

## Delavrinningsområde
Stensjön ingår i det delavrinningsområde (632033-151723) som SMHI kallar för Inloppet i Hultsnäsesjön. Medelhöjden är 82 meter över havet och ytan är 43,42 kvadratkilometer. Räknas de 44 avrinningsområdena uppströms in blir den ackumulerade arean 1 158,54 kvadratkilometer. Avrinningsområdets utflöde Alsterån mynnar i havet. Avrinningsområdet består mestadels av skog (89 %). Avrinningsområdet har 2,54 kvadratkilometer vattenytor vilket ger det en sjöprocent på 5,8 %.